# Эмилий Максимилиан
Эмилий Максимилиан, принц Гессен-Дармштадтский (Максимилиан-Леопольд-Август-Карл) (нем. Emil Maximilian Leopold von Hessen und bei Rhein; 1790—1856) — прусский политик и военачальник, генерал-лейтенант.

## Биография
Родился 3 сентября 1790 года в Дармштадте.
Был четвёртым сыном великого герцога Людвига I, Гессен-Дармштадтского и его супруги — Луизы Гессен-Дармштадтской. Его брат Людвиг II — великий герцог Гессенский и Прирейнский.
В 1803—1807 годах находился на прусской военной службе.
С 1808 года — полковник на французской службе; с 1811 года — генерал-майор, с 1813 года — генерал-лейтенант. Воевал на стороне Наполеона против России.
С 1813 года снова находился на прусской службе. В 1830 году получил звания генерал от кавалерии и генерал-фельдмаршал-лейтенант.
После Ахенского конгресса занялся государственной деятельностью. С 1823 года — действительный член Первой палаты гессенского ландтага в Дармштадте, в 1832—1849 годах — её президент.
5 июня 1840 года был награждён орденом Св. Андрея Первозванного.
Был сторонником военно-монархической системы управления и приверженцем Меттерниха.
Умер 30 апреля 1856 года в Баден-Бадене.

## Награды
Российские
- Орден Св. Георгия 3 степени (№ 383, 24 июня (6 июля) 1815).
- Орден Св. Анны 1 ст. (5 (17) июня 1840).
- Орден Белого Орла (5 (17) июня 1840).
- Орден Св. Александра Невского (5 (17) июня 1840).
- Орден Св. апостола Андрея Первозванного (5 (17) июня 1840).